# Liberato
Liberato (pronunție napoletană: [libːəˈrɑːtə], italiană: [libeˈraːto]; n.  ?, Napoli, Italia) este un cantautor și producător muzical italian.
Deși limba principală în care își compune versurile este napoletana, el obișnuiește să integreze cuvinte sau chiar propoziții întregi în italiană, engleză, franceză și spaniolă.

## Biografie

### Debut și primul album (2017-2019)
Cariera lui Liberato a început pe 14 februarie 2017, odată cu lansarea primului său single Nove maggio, pe canalul său de YouTube. A doua zi piesa a fost disponibilă în format digital și pe platformele de streaming, bucurându-se de un succes moderat atât în rândul criticilor muzicali, cât și al publicului larg.
Pe 9 mai al aceluiași an, pe același canal de YouTube, a fost lansat videoclipul celui de-al doilea single al artistului Tu t'e scurdat' 'e me, piesă care a devenit disponibilă pe platformele digitale pe 17 mai. În acest videoclip, apare pentru prima dată și figura lui Liberato.
Anul 2017 se încheie cu lansarea piesei Gaiola portafortuna pe 19 septembrie pe YouTube, urmată la trei zile de disponibilitatea pe serviciile de streaming muzical. Data publicării videoclipului are o dublă semnificație: coincide atât cu sărbătoarea Sfântului Ianuarie, patronul orașului Napoli, cât și cu comemorarea masacrului de la Castel Volturno, unde Camorra a ucis șase imigranți africani.
Pe 20 ianuarie 2018, videoclipul piesei Me staje appennen' amò a fost distribuit pe YouTube și lansat pe platformele de streaming digital pe 12 iunie același an. Videoclipul pune un accent deosebit pe problemele comunității LGBT.
După luni de absență pe rețelele de socializare, cu doar câteva minute înainte de miezul nopții din data de 9 mai 2019 Liberato lansează primul său album, omonim, Liberato. Albumul cuprinde unsprezece piese, dintre care cinci nelansate anterior, precum și Gaiola, o reelaborare a piesei Gaiola portafortuna într-o versiune pentru voce și pian.
Albumul este însoțit de o serie video în cinci episoade, intitulată CRV (Capri Rendez-Vous), care completează melodiile nelansate.

### Ultras(2020-2021)
În 2020 a semnat coloana sonoră a filmului Ultras, lansat pe Netflix și în cinematografe selectate. Pe 23 martie, a lansat pe platformele de streaming albumul Ultras, care include melodiile folosite în filmul cu același nume. La crearea pieselor au colaborat și 3D (pseudonimul lui Robert Del Naja⁠(d), membru al Massive Attack⁠(d)) și Gaika.
Ulterior, Liberato a anunțat un concert la Mediolanum Forum din Milano, programat inițial pentru 25 aprilie 2020, la care a adăugat o a doua seară pe 26 aprilie, după ce biletele pentru prima dată s-au epuizat.
Din cauza pandemiei de COVID-19, ambele concerte au fost inițial amânate și ulterior combinate într-un singur eveniment, care a avut loc pe 9 septembrie 2022, la Ippodromo San Siro, ca parte a festivalului Milano Rocks. Concertul a avut loc în fața a 30.000 de spectatori.
Pe 9 mai 2021 a fost lansat single-ul E te veng' a piglià, urmat pe 22 iunie de Chiagne ancora, o melodie creată de Ghali la care Liberato a colaborat vocal împreună cu J Lord.

### Liberato II(2022-2023)
Pe 9 mai 2022, Liberato lansează al doilea său album intitulat Liberato II, compus din șase piese nelansate anterior și un cover al clasicului Cicerenella, o Tarantella⁠(d) tradițională. Pentru fiecare piesă de pe album au fost create videoclipuri muzicale, publicate pe canalul de YouTube al artistului.
Lansarea albumului a fost însoțită de videoclipul piesei Partenope, regizat de Francesco Lettieri, cu participarea dansatoarei Tonia Laterza și a actorului Giacomo Rizzo. Celelalte șase piese sunt însoțite de vizualuri specifice.
Pe 20 iulie 2022, Liberato a susținut un concert gratuit la Procida, în colaborare cu brandul de paste Voiello⁠(d), intitulat Miez 'o mare (în traducere "miezul mării").
Pe 3 martie 2023 a lansat piesa 'O Dj (Don't Give Up), care este coloana sonoră a filmului Mixed by Erry⁠(d) regizat de Sydney Sibilia⁠(d). Aproape în aceeași perioadă, el a anunțat un turneu cu date la Berlin, Paris, Londra și Dour pe parcursul verii anului 2023, înainte de a se încheia cu un triplu spectacol la Piața Plebiscitului din Napoli în septembrie.
Odată cu apariția sa pe stadionul Diego Armando Maradona, după a treia victorie în scudetto a echipei Napoli, cântărețul anonim a prezentat o versiune pentru pian a piesei sale 'O core nun tene padrone, alături de alte melodii. Aceasta a fost lansată pe 9 mai, la ora 19:26 în referire la anul înființării echipei, sub titlul 'O core nun tene padrone (1926 mix).

### Il segreto di Liberato(2024)
Pe 9 aprilie 2024 a anunțat Il segreto di Liberato, un documentar de Live action⁠(d) și animație, regizat de Francesco Lettieri, Giorgio Testi, Giuseppe Squillaci și LRNZ, cu participarea Be Water Film și Netflix, fiind o producție Red Private. Filmul va avea premiera la The Space Cinema din Napoli pe 9 mai 2024.
Tot pe 9 mai a fost lansată pe platformele de streaming melodia Lucia (Stay with Me), coloana sonoră a filmului.

### Liberato III(2025)
La miezul nopții pe 1 ianuarie 2025, Liberato a lansat în mod surprinzător al treilea său album, Liberato III, compus din nouă melodii inedite, inclusiv Lucia (Stay with Me).

## Identitate
De la începutul carierei sale, Liberato a ales să adopte anonimatul total, păstrând astfel confidențialitatea maximă în ceea ce privește viața sa privată. Într-unul dintre foarte puținele sale interviuri, acordat prin e-mail publicației muzicale Rolling Stone Italia, el a declarat doar că s-a născut în Napoli și că numele său este Liberato, fără a preciza dacă este un nume propriu, un prenume sau un pseudonim. Niciuna dintre aceste informații nu a fost de fapt confirmată de surse terțe autorizate sau de documentație oficială.
Nu există informații sigure nici despre vârsta lui. Cu toate acestea, Enrico Frattasio, unul dintre frații pe viața căruia se bazează filmul Mixed by Erry, a dezvăluit într-un interviu din octombrie 2023 că a schimbat mesaje cu cântărețul și că acesta ar fi avut 32 de ani la momentul respectiv.
În filmul Il segreto di Liberato se dezvăluie că cântărețul a urmat cursurile Liceului Antonio Genovesi din Napoli și că și-a petrecut adolescența atât în cartierul istoric Materdei, cât și în străinătate, în căutarea succesului și a norocului. Mai mult, pasiunea sa pentru muzică s-a născut datorită bunicului său, tot pe nume Liberato. Nu se știe nimic despre părinții săi sau despre identitatea sa în documentele oficiale. Au fost răspândite numeroase teorii cu privire la cine ar putea fi cântărețul, dar niciuna dintre acestea nu a fost confirmată sau infirmată.

## Discografie

### Albume de studio
- 2019 – Liberato
- 2022 – Liberato II
- 2025 – Liberato III

### Coloane sonore
- 2020 – Ultras

### Single

#### Ca artist principal
- 2017 – Nove maggio
- 2017 – Tu t'e scurdat' 'e me
- 2017 – Gaiola portafortuna
- 2018 – Me staje appennenn’ amò
- 2018 – Intostreet
- 2018 – Je te voglio bene assaje
- 2020 – We Come from Napoli (cu. 3D și Gaika)
- 2020 – 'O core nun tene padrone (cu 3D)
- 2021 – E te veng' a piglià
- 2023 – 'O Dj (Don't Give Up)
- 2023 – 'O core nun tene padrone (1926 mix)
- 2024 – Lucia (Stay with Me)
- 2025 – Viennarì

#### Ca artist invitat
- 2021 – Chiagne ancora (cu Ghali și J Lord)
- 2021 – Je 'o tteng e t'o ddòng' (cu Bawrut)
- 2024 – Sbagli e te ne vai (cu Co'Sang)

## Tur
- 2023 – Tournamm' a cas'